# Yuko (manga)
Yuko. Racconti scelti dall'autore Ryoichi Ikegami ( 池上遼一自選集 「YUKO」?, Ikegami Ryōichi jisen shū Yūko) è una raccolta di storie autoconclusive a fumetti del mangaka giapponese Ryoichi Ikegami, pubblicate originariamente su riviste e selezionate personalmente dall'autore. Consiste di un volume unico pubblicato in Giappone dalla casa editrice Shogakukan nel 2010 e in Italia dalla Star Comics nel 2023.
Le storie, realizzate tra il 1991 e il 1999, sono presentate in ordine cronologico inverso. Un ulteriore volume, intitolato Oen e pubblicato con la stessa veste grafica, raccoglie storie realizzate tra il 1966 e il 1972.

## Racconti contenuti

### Ai tempi di Yuko
Pubblicato su Big Comic del 10 giugno 1999.
Trama
Nel 1969 Shinpei Murata è un mangaka di scarso successo che vive a Tokyo con la fidanzata Yuko Tanaka. Questa, per ripagare i debiti di gioco di lui, accetta di fare da modella per l'illustratore di bondage Mikio Kurosaki, che s'ispira alle opere di Seiu Ito. Le pose e le situazioni in cui si viene a trovare la devastano moralmente; molla Murata e diventa l'amante del mecenate di Kurosaki, un ricco imprenditore grazie al quale riesce a far carriera come attrice. Murata ricomincia alla carriera di fumettista, eredita l'attività paterna e mette su famiglia; quando nel 2004 l'amante di Yuko fallisce e si uccide, rivede il suo grande amore di gioventù che non aveva mai dimenticato.

### La città demoniaca
Pubblicato su Big Comic del 10 settembre 1998.
Trama
Nel periodo tra le due guerre mondiali, Kikumo si trasferisce per affari dal Giappone a Shanghai con la moglie Masako. La coppia ha perso da poco il figlio Makoto di otto anni per malattia. Per cercare di placare il dolore della donna, accolgono in casa un orfano di nome Zhu Xialong, presentato loro da un boss cinese con cui Kikumo è in rapporto, che è il sosia del bambino morto. Masako però si accorge che i genitali di Zhu sono più sviluppati di quanto sarebbe normale per la sua età e scopre così che in realtà ha diciotto anni; tuttavia, vedendo la sua schiena coperta da cicatrici, non ha il coraggio di mandarlo via.
Zhu informa Masako che suo marito ha un'amante di nome Wulin Lan; la donna allora lo incarica di ucciderla, dopodiché egli potrà andarsene. Il delitto è attribuito al fatto che Lan faceva la spia per conto del Partito Comunista. Nulla più si sa di Zhu.

### Il piercing
Pubblicato su Big Comic del 10 gennaio 1998.
Trama
Il ginecologo Sonoi visita una signora giovane e bella con un piercing genitale. Scopre poi che si tratta di Yuko, moglie del suo vecchio compagno d'università e di judo Iwao Tanaka, col quale un tempo rivaleggia per l'amore di una ragazza divenuta poi la moglie di Sonoi.
Tanaka convoca Sonoi per raccontargli che è stato lui a imporre il piercing alla moglie, come segno del suo possesso, ma che, essendo rimasto impotente dopo un incidente, adesso si accontenta di vederla avere rapporti sessuali con altri uomini; tuttavia lo esorta a non avvicinarsi a lei, perché diventa sempre più prepotente e dispotica, al punto da assorbire tutte le energie dei suoi amanti. L'attrazione di Sonoi per Yuko è però più forte degli avvertimenti, e i due hanno ripetuti rapporti sessuali: come gli aveva predetto Tanaka, Yuko diventa per Sonoi un'ossessione.
Sonoi riceve infine da Tanaka una lettera in cui gli rivela di sapere della tresca e gli allega l'anellino da piercing di Yuko, spiegandogli che quando lo riceverà avrà commesso un omicidio-suicidio.

### Il suichuka
Pubblicato su Big Comic del 25 settembre 1997.
Trama
Un direttore di banca, sposato con una figlia, si prende come amante la sua giovane impiegata Ayaka, che gli chiede di fare giochi di soffocamento. Durante uno di questi, l'uomo crede di aver ucciso Ayaka; a casa, quando vede il suichuka (fiore artificiale che si apre quando è sommerso dall'acqua) realizzato dalla figlia, ne è turbato. Per lo spavento provato decide di troncare la relazione con Ayaka, tuttavia torna poi da lei. 

### Il serpente
Pubblicato su Young Magazine del 30 giugno e del 7 luglio 1997.
Trama
Yu, studente delle superiori, mentre è in bicicletta viene urtato dall'automobile di una sua insegnante, l'affascinante Ritsuko Sono; quando questa si piega su di lui per accertarsi delle sue condizioni, egli ha modo di vedere il tatuaggio di un serpente su una coscia, e da allora questo fatto inizia a ossessionarlo. A casa di un suo compagno di classe vede un film porno in cui l'attrice ha un tatuaggio identico e si convince che si tratti della stessa persona. La cosa gli è confermata da Terasaki, un ex studente che ha visto anch'egli il tatuaggio e ha fallito gli esami d'ammissione all'università a causa di quell'ossessione, che paragona al mito di Medusa.
A colloquio con la Sono per il calo del suo rendimento scolastico, Yu le confessa la sua ossessione: la donna allora si solleva la gonna quanto basta per smentire la presenza del tatuaggio. Terasaki le tende poi un agguato sul tetto della scuola, dove è solita recarsi ogni giorno, la spoglia, la lega al parapetto e l'imbavaglia. Yu interviene in sua difesa e colpisce Terasaki, che poi si butta giù dal tetto sfracellandosi al suolo. Mentre libera la professoressa dalle corde, Yu ha l'impressione di vedere scomparire il serpente; continua comunque a provare per lei una sana attrazione sessuale.

### Il torrione
Pubblicato su Big Comic del 25 aprile 1997. È ispirato all'opera teatrale Tenshu monogatari di Kyōka Izumi.
Trama
I piani superiori del torrione del castello di Himeji, abitati da una bellissima signora con poteri sovrannaturali, sono ritenuti maledetti: la donna infatti era stata strappata a forza dalla sua famiglia dal daimyō locale ed era stata poi ritrovata morta. Le catastrofi naturali che avevano colpito i dintorni erano state attribuite al risentimento del suo spirito.
Vedendo un corteo di cacciatori, uno dei quali porta un bellissimo falco, ella chiama a sé il rapace dall'alto del torrione e gli ordina di volare via. Il falconiere Zushunosuke Himekawa, sfidando la maledizione, sale in cima al torrione e vi trova la signora, alla quale riferisce che il suo padrone gli ha inizialmente ordinato di commettere seppuku per la perdita del falco, ma che poi gli ha affidato un altro compito. La donna, colpita dalla prestanza e dal coraggio del giovane, vorrebbe che restasse con lei, ma egli rifiuta per fedeltà al proprio signore; tuttavia, una volta sceso, è accusato di tradimento ed è assalito dagli altri samurai. Si rifugia allora nel torrione, nel quale i suoi inseguitori esitano a salire. Chiede alla donna di dargli la morte, cosa alla quale ella acconsente con grande rimpianto. Quando infine gli inseguitori salgono, trovano soltanto il cadavere di Zushunosuke.

### L'amore di Tojuro
Pubblicato su Big Comic del 10 settembre 1996. È ispirato al romanzo omonimo (Tōjūrō no Koi) di Kan Kikuchi.
Trama
Durante l'era Genroku, a Kyoto, si progetta la rappresentazione del dramma kabuki Daikyoji Maukashigoyomi di Chikamatsu Monzaemon, che tratta di un adulterio e della sua punizione. Il protagonista designato, l'acclamato attore Tojuro Sakata, per entrare meglio nella parte si mette a corteggiare O-Kaji, una donna sposata, dichiarandole di averla amata in segreto fin da quando erano ragazzi.
L'interpretazione di Tojuro riscuote un grande successo; tuttavia, quando iniziano a circolare le voci sul suo tentativo di seduzione, O-Kaji si toglie la vita.

### La rappresentazione dell'inferno
Pubblicato su Big Comic del 10 luglio 1995. È ispirato al racconto omonimo di Ryūnosuke Akutagawa.
Trama
Il pittore Yoshihide, famoso per le sue scene di morte e devastazione, è apprezzato dal signore di Horikawa, che come ricompensa per le sue commissioni gli concede di esaudire un desiderio. Tuttavia, quando Yoshihide gli chiede che lasci libera sua figlia, il signore rifiuta. La giovane gli supplica di accondiscendere alla richiesta di suo padre, ma Horikawa replica che è per il suo bene, poiché grazie a lui potrà trovare un buon marito, mentre se tornasse col padre vedovo sarebbe prigioniera della sua gelosia.
Il signore chiede poi a Yoshihide di raffigurare l'inferno su un paravento, ma il pittore si blocca davanti a quello che dovrebbe essere l'elemento centrale: una carrozza in fiamme che precipita con una donna al suo interno. Chiede allora a Horikawa di organizzare una messa in scena affinché possa dipingerla. Il signore acconsente e, nella carrozza da dare alle fiamme, fa mettere la figlia del pittore, incatenata. Questi, da parte sua, dopo un iniziale sgomento rimane rapito dalla sublimità della scena. 
Il paravento viene completato e suscita reazioni tali da farlo ammirare anche ai detrattori del pittore, che poi si uccide.

### Il tocco dell'incubo
Pubblicato su Big Gold del 17 novembre 1993.
Trama
Il professor Kawanishi, insegnante d'arte di mezza età, fa un sogno ricorrente ispirato a un videogioco della figlia, in cui è un eroe che uccide un mostro per salvare una principessa con una voglia a forma di petalo su una coscia; la cosa gli provoca delle polluzioni notturne.
Un giorno vede in metropolitana un uomo che molesta Mizuki, una giovane studentessa della sua scuola, e interviene in difesa di lei; il molestatore si giustifica dicendo di essere stato provocato. La ragazza s'iscrive poi al club scolastico d'arte supervisionato da Kawanishi e lo colpisce ricopiando un dipinto conturbante come la Salomè di Gustave Moreau. Un giorno, mentre si trovano a tu per tu, il professore chiede se per caso ha la voglia che ha visto in sogno sulla principessa. Mizuki gliela mostra e gli rivela che ha fatto lo stesso sogno; Kawanishi ripensa allora alle parole del molestatore.

### La memoria della pelle
Pubblicato su Big Gold del 17 aprile 1993.
Trama
Higashi è un vedovo, con un figlio, che si è messo a fare l'investigatore privato dopo essere stato licenziato per un caso di finanziamento illecito. Un giorno ha l'impressione di vedere sul marciapiede della metropolitana la sua defunta moglie, ma non fa in tempo a scendere dal treno per raggiungerla. Tuttavia, alla stazione successiva, rinuncia all'idea di tornare indietro, temendo per la propria sanità mentale.

### Il fuoco fatuo
Pubblicato sul supplemento a Big Comic del 14 febbraio 1992.
Trama
In un tempo di guerra un monaco asceta, in viaggio in una notte di bufera, vede in lontananza una luce simile a un fuoco fatuo, che lo conduce ad una capanna nella quale si trova una fanciulla infreddolita, unica superstite della sua famiglia. Per scaldarsi si tengono abbracciati. La notte successiva arriva alla capanna un soldato ferito, che viene riscaldato e curato dalla ragazza.
Dopo qualche giorno, quando sta per ripartire, il monaco ridestandosi si accorge che i due giovani se ne sono andati prima di lui; pensando che il soldato abbia sedotto la fanciulla, che gli appariva bella e pura come un bodhisattva, li insegue e uccide l'uomo. Volgendosi verso di lei, vede riflessa nei suoi occhi l'immagine di un oni.

### La fonte dalle acque profonde
Pubblicato sul supplemento a Big Comic del 7 novembre 1991.
Trama
Il signore feudale Tashiro Moegi, ferito in battaglia, crolla esausto nei pressi di una fonte. Quando si sveglia, vede presso di sé una bellissima donna che lo sta curando. Le chiede di diventare sua moglie, ma la donna declina l'offerta, spiegando di essere la personificazione di un grande serpente che vive nella fonte e che, se scambiasse una promessa di matrimonio, riprenderebbe le sue sembianze originali e non potrebbe trattenersi dall'ucciderlo. Quando vede un'aquila che punta su di lei, il daimyō è portato a credere alle sue parole, ma decide deliberatamente di correre il rischio e ha con lei un rapporto sessuale.
Il cadavere di Moegi viene poi ritrovato dai suoi nemici, uno dei quali racconta che secondo gli abitanti del vicino villaggio nella fonte vive un serpente che si presenta agli uomini sotto forma di donna per sedurli e ucciderli.

## Edizione italiana
- Yuko. Racconti scelti dall'autore Ryoichi Ikegami, collana Umami, n. 20, Perugia, Star Comics, febbraio 2023.